# Igreja São Francisco de Paula (Ouro Preto)

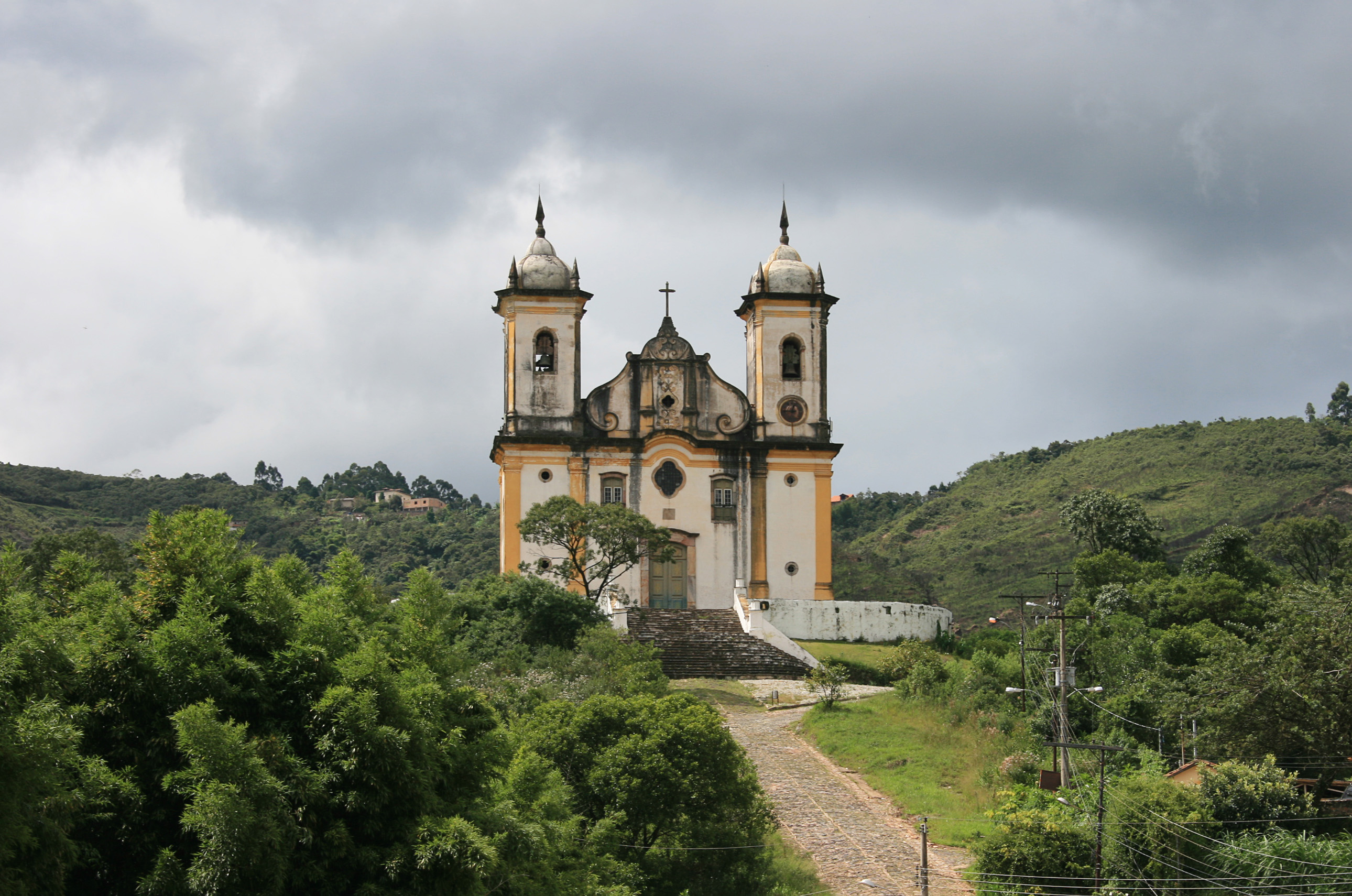
Igreja de São Francisco de Paula vista da Igreja de São José.

A Igreja São Francisco de Paula em Ouro Preto, Minas Gerais, foi construída entre 1804 e 1898, sendo a última igreja erguida no período colonial. Seu projeto é de autoria do sargento-mor Francisco Machado da Cruz. A imagem do padroeiro, que hoje se encontra no Museu Aleijadinho, é atribuída a Aleijadinho.
É considerada património histórico do Brasil e património de influência portuguesa.

## História
A congregação dedicada a São Francisco de Paula foi criada em 1780, construindo uma capela para si apenas 20 anos mais tarde. Instalaram-se inicialmente na Ermida de Nossa Senhora da Piedade, notando que está era muito pequena para o número de fiéis da congregação, começaram a edificar um templo de maiores projeções, no local onde anteriormente fora construido a Ermida de Nossa Senhora do Rosário.
Iniciada sua construção pela capela-mor, as obras se estenderam por todo o século XIX e foram interrompidas por diversas vezes por insuficiência de recursos da Irmandade.
Primeiramente, a edificação da capela-mor foi contratada com Mestre Felipe Eugênio e, em 1834, foi feito novo ajuste para a conclusão das obras com o Capitão-mor Francisco Machado da Cruz, autor do risco da igreja. Somente a capela-mor levou mais de trinta anos para ser concluída. Em 1835, a primitiva capela foi anexada à nova capela-mor, passando a funcionar como uma espécie de nave provisória. Em 1847 os corredores laterais da capela-mor receberam piso em tijolos, realizando-se também o envidraçamento da capela-mor. Finalmente, em 1857 iniciou-se a construção da nave, arrematadas por José da Silva Coelho, cuja conclusão se deu em 1878.
O douramento do altar-mor foi executado em 1898 e o dos altares laterais, de autoria do artista Henrique Bource, entre 1901 e 1908.

## Descrição
Embora edificada no século XIX, a Igreja de São Francisco de Paula mantém os padrões arquitetônicos das construções religiosas do século XVIII.

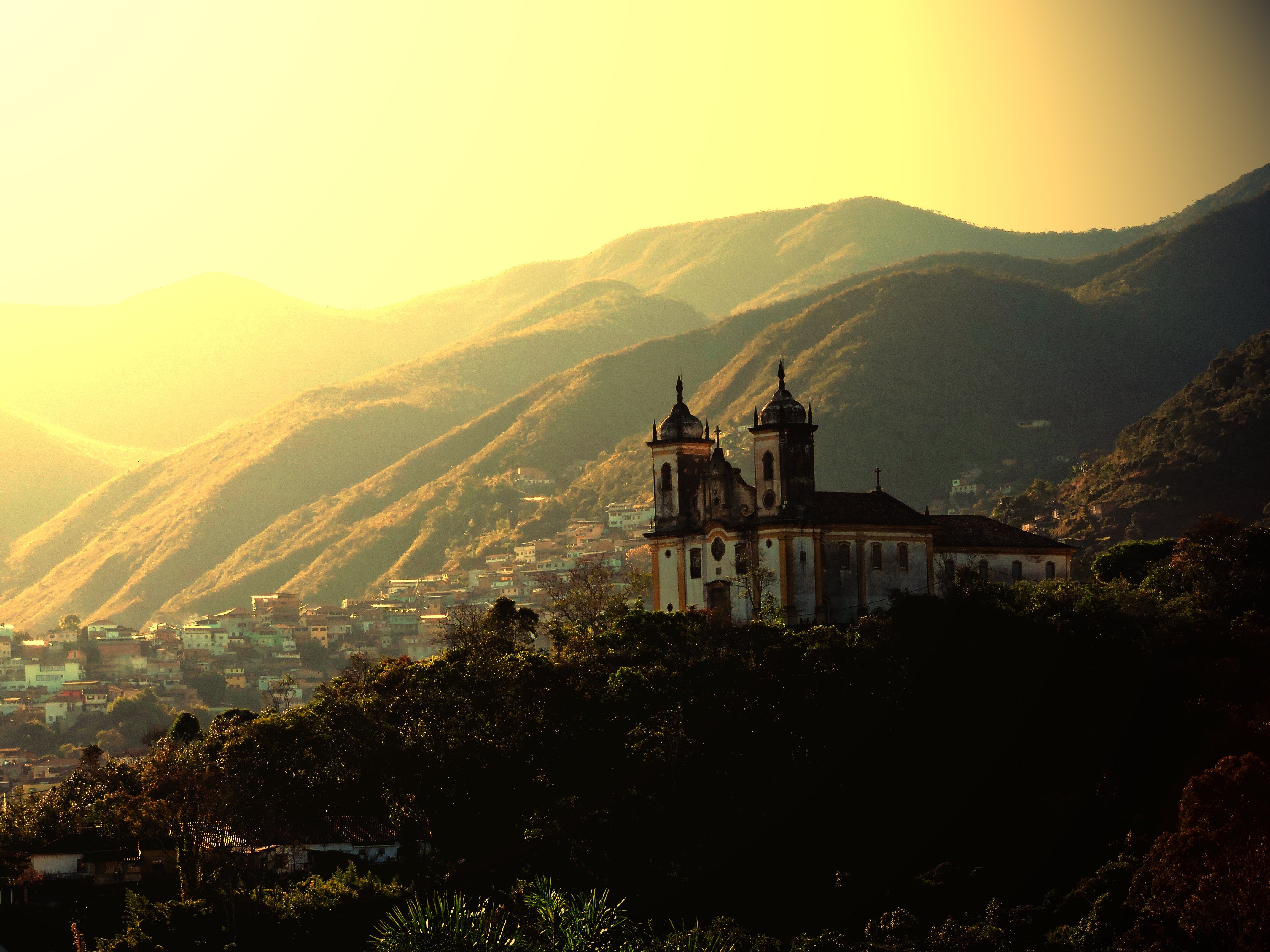
Igreja de São Francisco de Paula, ao topo.

Sua planta obedece aos padrões clássicos com divisão em nave, capela-mor e sacristia encimada pelo consistório, com corredores e tribunas ao longo das paredes da capela-mor. O frontispício caracteriza-se pelo predomínio das linhas retas e pela colocação das torres no alinhamento da fachada, transformando-a em vasta superfície plana. Entretanto, o pesado frontão conserva as volutas barrocas, assim como as torres mantêm as pilastras de canto enviesadas.
Internamente, o conjunto de talhas, de boa qualidade e bastante homogêneo, constitui exemplo do rococó tardio, provavelmente inspirado na Igreja de Nossa Senhora do Carmo. Compõe-se de seis altares, sob a invocação de São Francisco de Sales, Nossa Senhora da Conceição, São Miguel, Santo Antônio, São Geraldo (de gesso) e Nossa Senhora da Consolação. O altar-mor apresenta lateralmente as imagens de roca de São Francisco de Assis e Santa Mônica. O interesse maior está na magnífica imagem de São Francisco de Paula, atribuída ao Aleijadinho pelos técnicos do SPHAN. Merecem ainda referência especial as quatro estátuas dos evangelistas em louça, importadas de Portugal, que ornamentam a escadaria de acesso ao templo.